# Santu Mofokeng
Santu Mofokeng, né le 19 octobre 1956 à Soweto en Afrique du Sud et mort le 26 janvier 2020, est un photographe sud-africain.

## Biographie
Santu Mofokeng débute en tant que photographe de rue dans les années 1970, en réalisant des portraits de sa famille et de ses amis à Soweto.
En 1988 il est chercheur à l'Institut d'études sociales de l'Université du Witwatersrand à Johannesburg.
En 1981, il est engagé par le journal Beeld comme assistant au laboratoire photo. L’année suivante il travaille pour les journaux de la Chambre des Mines.
En 1985, il rejoint Afrapix, un collectif de photographes fondé en 1982, par un petit groupe multi-racial de photographes et de militants. 
Parallèlement, il commence à faire des reportages pour New Nation, un journal alternatif dirigé par Zwelakhe Sisulu (et Gabu Tgwana, qui remplaça Sisulu pendant sa détention), et à développer un projet intitulé Fictional Biography.
En 1986, Santu Mofokeng se lance dans son premier essai photographique : Train Church, une exploration des rituels religieux.
En 1988, il rejoint l’African Studies Institute (ASI), il a alors la fonction de chercheur et de photographe pendant presque 10 ans. Il réalise à ce moment-là : Rumours / The Bloemhof Portfolio, un essai photographique.
En 1990, Santu Mofokeng est récompensé pour son exposition à la Johannesburg Market Galleries, Like Shifting Sand, qui montre la vie dans les fermes et le quotidien des communautés. 
Il reçoit la première bourse Ernest Cole, qui lui permet d’étudier un an au Centre international de la photographie (ICP) de New York.
En 1996, Santu Mofokeng entame son essai photographique intitulé Chasing Shadows.
Lors de la seconde Biennale de Johannesburg en 1997, il présente un diaporama : The Black Photo Album / Look: 1890–1950, Distorting Mirror: Townships Imagined
Malade depuis de nombreuses années, Santu Mofokeng meurt le 26 janvier 2020 à l’âge de 63 ans,.

## Prix et récompenses
- 2009 : Prince Claus Lauriat, Amsterdam
- 2007 : Ruth First Fellowship, Wits University, Wits (Afrique du Sud)
- 2001 : DAAD Fellowship, Berlin
- 1999 : Les Ateliers de l’Image, Marseille
- 1999 : DAAD Fellowship, Worpswede (Allemagne)
- 1998 : Künstlerhaus Worpswede Fellowship, Worpswede  (Allemagne)
- 1992 : 1st Mother Jones Award for Africa, San Francisco
- 1991 : Ernest Cole Scholarship, International Center of Photography, New York

## Liste des expositions[8]

### Expositions individuelles
- 2011 : « Santu Mofokeng. Chasseur d’ombres, 30 ans d’essais photographiques », Jeu de Paume, Paris
- 2010 : « Let’s Talk », Arts on Main, Johannesburg; « Remaining Past », Minshar Art Institute, Tel-Aviv; « Chasing Shadows », Institute of Humanities, Ann Arbor, Michigan
- 2009 : « Santu Mofokeng », Autograph ABP, Londres
- 2008 : « Santu Mofokeng’s Landscape », Warren Siebrits, Johannesburg; « Homeland Security », Johannesburg Art Gallery, Johannesburg
- 2007 : « Invoice », Standard Bank Art Gallery, Johannesburg
- 2006 : « Invoice », Iziko South African National Art Gallery, Le Cap, Afrique du Sud
- 2004 : « Rethinking Landscape », Centre Photographique d’Île-de-France, Pontault-Combault ; Galerie Art & Essai, Université Rennes 2; « Santu Mofokeng », Gallery Momo, Johannesburg; « Santu Mofokeng », David Krut Projects, New York
- 2003 : « Chasing Shadows », Memling Museum, Bruges
- 2000 : « Sad Landscapes », Camouflage Gallery, Johannesburg, « Chasing Shadows », Transparencies International, Berlin
- 1999 : « Black Photo Album/ Look At Me », FNAC Montparnasse, Paris
- 1998 : « Lunarscapes », Nederlands Foto Instituut, Rotterdam; « Chasing Shadows », Nederlands Foto Instituut, Rotterdam; « Black Photo Album / Look At Me », Nederlands Foto Instituut, Rotterdam
- 1997 : « Chasing Shadows », Gertrude Posel Gallery, Wits Art Museum, Johannesburg
- 1995 : « Distorting Mirror / Townships Imagined », Workers’ Library, Johannesburg
- 1994 : « Rumours / The Bloemhof Portfolio », Market Galleries, Johannesburg
- 1990 : « Like Shifting Sand », Market Galleries, Johannesburg

### Expositions collectives
- 2013 : 
  - « Transition », Rencontres d'Arles.

- 2011 : 
  - « Figures & Fictions: Contemporary South African Photography », Victoria and Albert Museum, Londres
  - « Events of the Self: Portraiture and Social Identity », The Walther Collection, Neu-Ulm, Allemagne

- 2010	
  - « Darkroom : Photography and New Media in South Africa since 1950 », Virginia Museum of Fine Arts, Virginie
  - « Animism », Extra City / M HKA, Anvers ; Kunsthalle Bern, Berne ; Generali Foundation, Vienne
  - « Apartheid - Widerstand - Freiheit: Südafrikanische Fotografie 1950-2010 », Willy-Brandt-Haus, Berlin

- 2009 : 
  - « The Symbolic Efficiency of the Frame », Tirana International Contemporary Art Biannual (T.I.C.A.B.), Albanie
  - « Urban Reflections », Stills Scotland’s Centre for Photography, Edimbourg

- 2008 : 
  - « Home Lands - Land Marks: Contemporary Art from South Africa », Haunch of Venison, Londres
  - « Rationalism of Nationalism », Warren Siebrits, Johannesburg

- 2007 :	
  - « 52nd Venice Biennale, Venise
  - « Climate Change », Ruth First Fellowship Award Conference, Atlas Studios, Johannesburg
  - « Apartheid – The South African Mirror », Centre de Cultura Contemporània de Barcelona, Barcelone
  - « Reality Check: Zeitgenössische Fotokunst aus Südafrika », Neue Berliner Kunstverein, Berlin ; Kunstmuseum Bochum, Allemagne ; Kunstsammlungen Chemnitz, Allemagne ; Galerie der Stadt Sindelfingen, Allemagne ; Iziko South African National Gallery, Le Cap

- 2004-7 :
  - « Afrika Remix : Contemporary Art of a Continent », Museum Kunst Palast, Düsseldorf ; Hayward Gallery, Londres ; Centre Georges Pompidou, Paris ; Mori Art Museum, Tokyo ; Johannesburg Art Gallery, Johannesburg ; Moderna Museet, Stockholm

- 2006 :	
  - « Exorcising Exoticism », International Contemporary Art Exhibition Taipei, Taiwan
  - « 1st Trienal de Luanda », Angola
  - « Black, Brown + White », Kunsthalle Wien, Vienne

- 2005-6 : 
  - « Unsettled », Durban Art Gallery, Afrique du Sud ; Reykjavik Museum of Photography, Reykjavik ; Kristanstads Konsthall, Suède ; National Museum of Photography, Copenhague

- 2005 : 
  - « 10 years 100 artists: Art in a Democratic South Africa », Bell-Roberts Gallery, Le Cap

- 2004 :	
  - « Post ! Contemporary South African Photography », Tama Art University Museum, Tokyo
  - « Forbidden City », International Photography Festival Beijing, Pékin
  - « New Identities : Contemporary South African Art », Bochum Museum, Allemagne ; Johannesburg Art Gallery, Johannesburg ; Pretoria Art Museum, Pretoria
  - « Ralentir vite », le Plateau / Frac Ile-de-France, Paris

- 2003 : 
  - « 5èmes Rencontres de la Photographie Africaine », Bamako
  - « 6th Sharjah International Biennial », Émirats Arabes Unis

- 2002 :
  - « Documenta 11 », Cassel
  - « 25th Bienal de São Paolo », Brésil
  - « Surviving Apartheid », Maison Européenne de la Photographie, Paris
  - « Dislocation: Installations from South Africa », Circulo de Bellas Artes, Madrid ; Sala Rekalde, Bilbao

- 2001 :
  - « The Short Century, Independence and Liberation Movements in Africa 1945-1994 », Museum Vialla Stuck, Munich ; Haus der Kulturen der Welt /17 Santu Mofokeng Martin-Gropius-Bau, Berlin ; MoMa / PS1, New York ; Museum of Contemporary Art, Chicago
  - « Africas: The Artist and the City », Centre de Cultura Contemporània de Barcelona, Barcelone

- 2000 : 
  - « Unplugged V », Market Galleries, Johannesburg
  - « Man + Space », Gwangju Biennale, Corée du Sud
  - « Translation/Seduction/Displacement », White Box Gallery, New York ; Institute of Contemporary Art at Maine College of Art, Portland
  - « The Song of the Earth: Biennials in Dialogue », Fridericianum Museum, Cassel
  - « Positions Attitudes Actions », 4th Photo Biennale Rotterdam
  - « L ́État des Choses, Kunst-werke Berlin, Germany
  - « Rhizomes of Memory », Henie Onstad Kunstsenter, Oslo

- 1999 :	
  - « Africa by Africa: A Photographic View », Barbican Centre, Londres
  - « Identity and Environment », Ludwig Museum, Budapest
  - « A South Photographs Collective Exhibition », Area Gallery, Le Cap

- 1998 :	
  - « Blank__Architecture, Apartheid and After », Nederlands Architecture Institute, Rotterdam
  - « 3èmes Rencontres de la Photographie Africaine », Bamako
  - « Dreams and Clouds », KulturHuset, Stockholm
  - « Democracy ́s Images », BildMuseet, Umea University, Suède ; Atlas Studios, Johannesburg

- 1997 :
  - « Alternating Currents », 2nd Johannesburg Biennale, Johannesburg

- 1996 :	
  - « In/Sight: African Photographers, 1940 to the Present », Guggenheim Museum, New York
  - « Images of Africa Festival », Copenhague
  - « Standard Bank National Arts Festival », Grahamstown, Afrique du Sud
  - « Colours: Contemporary Art from South Africa », Haus Der Kulturen Der Welt, Berlin

- 1995 :	
  - « Transitions: Contemporary Art from South Africa », F-Stop Gallery, Bath
  - « 3rd International Photography Biennale Santa Cruz de Tenerife », Îles Canaries
  - « Panoramas of Passage: Chaning Landscapes of South Africa », Standard Bank National Arts Festival, Grahamstown, Afrique du Sud
  - « Les assises de l ́Afrique », UNESCO, Paris

- 1994 : 
  - « 1ères Rencontres de la Photographie Africaine », Bamako
  - « This Land is our Land », Bloemfontein, Afrique du Sud

- 1993 :	
  - « FNAC - Mother Jones Award winners 1992 », Light Factory, Caroline du Nord
  - « Happy Sad Land », Internationale Fototage Herten, Allemagne
  - « Montage  ́93 », International Festival of the Image, Rochester, USA
  - « In Transit », New Museum of Contemporary Art, New York

- 1991 :
  - « AA Vita Art Now », Johannesburg Art Gallery, Johannesburg